# Amarnai királysír
Az amarnai királysír az a sír, melyet az ókori egyiptomi Ehnaton fáraó készíttetett maga és családja számára fővárosában, Ahet-Atonban (ma: El-Amarna). A sír befejezetlenül maradt, és az egyetlen személy, akiről bizonyosan tudni, hogy ide temették, Ehnaton és Nofertiti második lánya, Maketaton hercegnő. Igen valószínű, hogy magát Ehnatont is ide temették, esetleg anyját, Tijét, feleségeit, Nofertitit és Kiát, valamint más családtagokat is, az Amarna-kor végén azonban az ide temetett múmiákat eltávolították és feltehetőleg a Királyok völgyében helyezték őket újra örök nyugalomra.

## Elhelyezkedése és felépítése
A sír annál a sziklamélyedésnél helyezkedik el, amely bizonyára nagy szerepet játszott a város helyének kiválasztásában, a sziklák közti hasadék ugyanis emlékeztet az ahet hieroglifára, amely horizontot vagy fényhegyet jelent. A sziklamélyedés két oldalán a nemesek sírjai, az ún. északi és déli sírok helyezkednek el A határkősztélék tanúsága szerint a fáraó már városa megalapításakor közölte, hogy – szakítva dinasztiájának azon hagyományával, hogy az uralkodók a Királyok völgyébe temetkeztek – itt, a keleti hegyek közt alakít ki sírt maga és családja számára. A munkálatok a síron Ehnaton uralkodásának 6. éve körül kezdődtek meg.
A sír alaprajza nagy eltérést mutat a korábbi királysírokétól: főtengelye egyenes, nem törik meg derékszögben a sírkamra előtt. Egy lépcső vezet le a sírba, ez hosszú folyosóban folytatódik, ahonnan újabb, az előzőnél rövidebb lépcső vezet le a 3,5 méter mély rituális aknát tartalmazó négyszögletes helyiséghez. Közvetlenül innen nyílik a sírkamra, melyben két négyszögletes oszlop állt, mögöttük, balra pedig kőemelvény. Itt állt egykor a koporsó. A jobb oldali, távolabbi sarokban elkezdtek kialakítani egy kisebb helyiséget, de ez befejezetlenül maradt.
A sír kelet felé, a felkelő nap felé nyílik. Az egyenes vonalú, északnyugat-délkeleti tájolású főtengelyről két helyen is ágazik le mellékág jobb felé. Az első rögtön az első lépcsőt követő hosszú folyosóról, itt hat helyiség követi egymást. Ezzel a leágazással szemközt is belefaragtak egy ajtónyílást a főtengely falába, nyilvánvalóan ebbe az irányba is újabb helyiségeket akartak kialakítani, erre azonban végül nem került sor. A második jobb oldali leágazás a főtengely második lépcsősorának elején nyílik, ez három, egymásból nyíló kamrából áll, melyeket a feltárók alfa, béta és gamma helyiségnek neveztek el.

### A sír főtengelye és a sírkamra

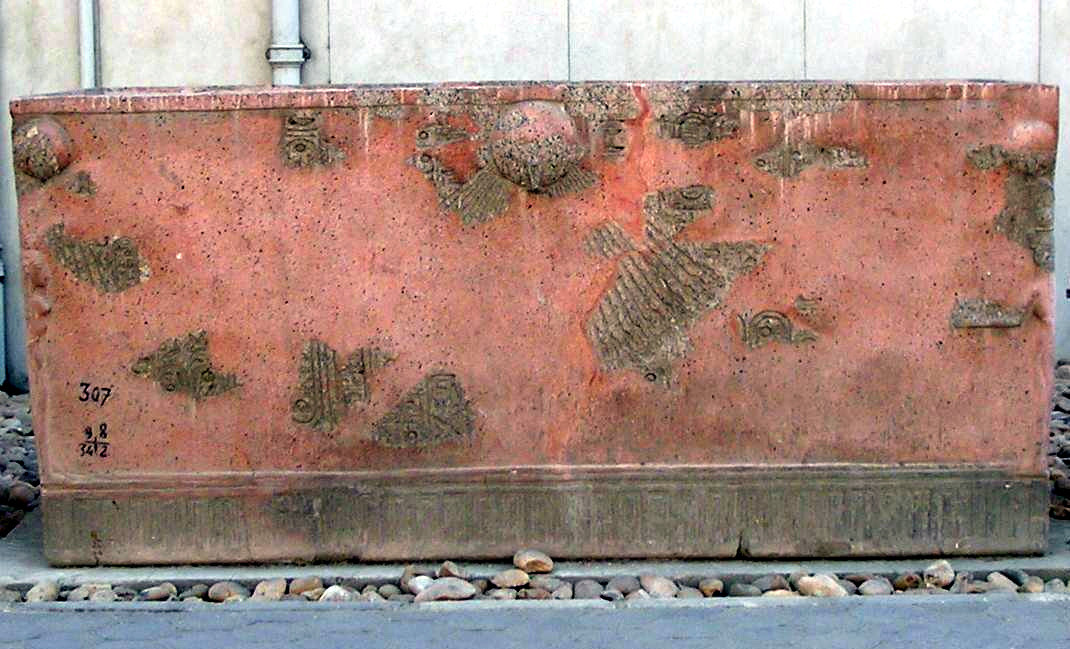
Ehnaton rekonstruált szarkofágja

A sír elején a XVIII. dinasztiabeli királysíroktól megszokott módon lépcső, lejtős folyosó, majd lépcső követi egymást; a bejárati két lépcső és folyosó 28 méter hosszan nyúlik a szikla mélyébe, szélességük 3,2 méter. Ez volt az első egyenes tengelyű sír; később általánossá vált, hogy a királysírok tengelye nem fordul el. A második lépcsősor alján elhelyezkedő rituális akna jellegzetessége az újbirodalmi királysíroknak; feltehetőleg mindig a temetés után ásták ki őket. Ebben a sírban az akna szélesebb a szokásosnál, de mélysége alig három méter. Az aknát tartalmazó helyiséget képekkel és feliratokkal díszítették, melyek az Atonnak áldozó királyi párt és lányaikat ábrázolták, a bejáratot két oldalról faragott virágcsokor vette körül. A díszítés nagy része elpusztult.
A sírkamra négyszögletes alaprajzú, kb. 10×10 méteres, magassága 3-5 méter. Baloldalt 33 cm magas kőemelvény áll, ezen állt a szarkofág; az emelvényhez simul a két négyszögletes alaprajzú oszlop. Ehnaton halála után nem sokkal a kamra díszítéseit megrongálták, de úgy tűnik, a képek az Atonnak áldozó királyi családot ábrázolták, a királyt gyászoló nemeseket, katonákat és siratóasszonyokat, valamint az áldozati oltárokra halmozott ételt, italt és virágokat. A díszítésben kevés a szöveges rész, ami betudható annak, hogy nem volt olyan temetkezési szöveg, amely Ehnaton és új vallása szemszögéből is elfogadható lett volna. A sírkamra bejáratát egykor kőfal zárta el, de ezt lebontották és eltömték vele a rituális aknát, valószínűleg amikor elszállították a múmiákat.
A sír ebben az időben újításnak minősülő, egyenes tengelyéből adódik a feltételezés, hogy azért építették ilyenre, hogy a nap sugarai végigérjenek egészen a sírkamráig, valószínű azonban, hogy a végül sírkamrának használt helyiség eredetileg csak az oszlopos előcsarnok lett volna, és a sír építése a dinasztia korában megszokott módon oldalirányban folytatódott volna, ahol egy további folyosó kivájását meg is kezdték.

### Az első leágazás
A sírba vezető folyosónak körülbelül a közepén nyílik jobb oldalra az első leágazás. Itt hat, a főtengelyen találhatókénál szabálytalanabb alaprajzú és tájolású helyiség követi egymást, melyből az első kettő többé-kevésbé merőleges a főtengelyre, a harmadik félkörívben elhajlik, az utolsó három pedig erre merőleges, bár a bejárati folyosóval nem teljesen párhuzamos. A helyiségek befejezetlenül maradtak, de elrendezésük sok dologban egy önálló királysírra emlékeztet; még első helyisége is enyhén lejtő folyosó, mint a királysíroké. A helyiségeket végül nem használták, és nem tisztázott, kit akartak ide temetni; egy elmélet szerint Nofertiti sírjának készült, más feltételezés szerint Ehnaton apját, III. Amenhotepet akarták újratemetni itt.

### Az alfa, béta és gamma jelű helyiségek
A második lépcsősor tetejéről jobbra nyílik az alfa jelű helyiség, mely négyszögletes, 5,5×5,5 méter alapterületű és kb. 3 méter magas. A bejárattal szemközt nyílik a kicsivel nagyobb, szabálytalanabb alaprajzú béta jelű helyiség, melyből jobbra nyílik a kisebb, gamma jelű kamra. A béta jelű helyiséget nem díszítették – feltehetőleg raktárnak tervezték az alfa és gamma sírkamrákhoz –, az alfa és gamma kamrák falát mára erősen károsodott domborművek díszítik. Vagy a gamma helyiség, vagy mindhárom Ehnaton lánya, Maketaton sírjául szolgált.

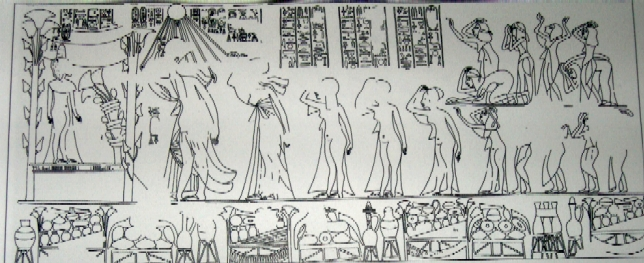
Maketaton az emelvény alatt a gamma jelű helyiség falán

Az alfa helyiség minden falát domborművekkel díszítették, melyeket először csak durván véstek bele az igen kemény sziklafaba, később azonban festett vakolattal lefedték és finomabban vésték ki. A bejárattól balra, illetve jobbra lévő falon Ehnaton, Nofertiti és öt lányuk áldozatot mutat be Atonnak a templom udvarán; a keleti (jobb oldali) falon a nap felkel, a nyugati falon pedig lemenőben van. A másik két falon, ahol a bejárati, illetve a béta kamrába vezető ajtók félbeszakítják a jelenetek folytonosságát, a templomon kívül várakozó kíséretet ábrázolják – katonákat, lovakat és kocsikat. Több figurán is látszik, hogy eredetileg az Amarna-kori művészet kezdeti szakaszára jellemző eltúlzott naturalizmussal vésték őket, később azonban finomítottak rajtuk.
Az alfa helyiség egyes jelenetein Ehnaton és Nofertiti egy élettelenül fekvő nőalak fölé hajol, mellettük pedig egy nőalak kisgyermeket tart a karjában. A jelenet értelmezése szerint a királyi család egy nőtagja gyermekágyban halt meg. A neveket itt kivésték, feltehetőleg még az ókorban, de a gamma kamrában szintén ábrázolnak gyászjelenetet, és a halottat Maketaton hercegnőként azonosítják. Elképzelhető, de nem teljesen biztos, hogy az alfa kamra is az ő sírjához tartozott.
A gamma helyiség, a három közül a legkisebb, durván 3,5×4 méteres alaprajzú, 1,8 méter magas. Falait szintén domborművek díszítik, köztük a temetkezési kellékek ábrázolásai. Egyik falán megismétlődik az alfa helyiség jelenete az ágyon fekvő nőalakkal, a gyászoló királyi párral, szolgákkal és a gyermekkel a dajka karjában. A neveket itt is kivésték. A szemközti falon megmaradtak a feliratok, itt Maketaton hercegnő áll egy virágokkal díszített emelvényen, előtte szülei és három még élő testvére, Meritaton, Anheszenpaaton és Nofernoferuaton Ta-serit. A jelenet feltehetőleg egy megemlékezést ábrázol a halott hercegnőről, és a szemközti fal jelenetével egybevetve értelmezhető úgy, hogy a lány gyermekágyban halt meg.
Geoffrey Martin rámutatott, hogy mivel nem igazán van indok arra, hogy ugyanazt a jelenetet kétszer is ábrázolják a sírban, az alfa helyiség falain egy másik nő halálát ábrázolják, nem Maketatonét; lehetséges, hogy Ehnaton másodfelesége, Kia volt az, akit ide eltemettek. Martin véleménye szerint az, hogy a falak díszítésének befejezése után vájatokat vágtak a falba a „varázstéglák” számára, azt mutatja, hogy uralkodó vagy királyné temetéséhez készítették elő az alfa helyiséget. Ilyen téglákkal kapcsolatban azonban nehéz következtetéseket levonni, mert a régészek nagyon ritkán találtak ilyet az eredeti helyükön, és egy sem utal királynéra vagy hercegnőre. (Érdemes megemlíteni, hogy a fő sírkamrában, mely Ehnaton számára készült, nem alakítottak ki helyet a téglák számára.)
Az ábrázolások stílusa tipikusan Amarna-kori ugyan, de az alakok arányosabbak, kevésbé eltúlzottak, mint Ehnaton uralkodásának korai éveiben. Több helyen látszanak a nyomai az alakok újrafaragásának, mellyel finomítottak a korábbi stíluson.

## Feltárása
A sír fekvésének köszönhetően – nem a magánsírok közelében található, hanem a királyi völgy északi mellékvölgyében, csaknem hat kilométer mélyen – sokáig felfedezetlen maradt az újkorban. Úgy tűnik, a helybéli lakosok már valamikor az 1880-as évek elején rábukkantak a sírra. 1882-ben állítólag innen származó aranytárgyakat adtak el W. J. Loftie tiszteletesnek, egy angol utazónak, aki érdeklődött az óegyiptomi leletek iránt. Később több tárgyat eladott egy londoni kereskedőnek, aki eljuttatta őket az edinburghi Skót Királyi Múzeumnak. Csak 1917-ben fedezte fel jelentőségüket A. M. Blackman professzor. Erre az időre a sír holléte már ismert volt, Alessandro Barsanti 1891-92-ben ásatott itt a Service des Antiquités megbízásából, de még nem dokumentálták kellőképpen. Blackmann úgy találta, a Loftie által vásárolt aranyékszerek két különböző korból származnak: a XVIII. dinasztia idejéből, illetve a jóval későbbi római vagy kopt időszakból.
Az 1890-es évek elején a déli magánsírokon dolgozó francia régészek tudomást szereztek a királysírról. 1892 elején vasráccsal zárták le a sírt. A franciáktól ered a helyiségek mai elnevezése (pl. az alfa, béta és gamma kamráké), és ők rajzolták le először az alfa és gamma helyiségek díszítését is, 1894-ben, amikor még sokkal jobb állapotban megvoltak. A rajzokat 1903-ban publikálták, fényképeik azonban elvesztek. Számos leletet, köztük usébti-szobrocskákat és a szarkofág darabjait Kairóba szállították.
1931-ben és 1935-ben az Egypt Exploration Society végzett alapos vizsgálatokat a sírban és a királyi vádiban. Ők alapos fényképes felmérést készítettek a sírról, és számos töredéket találtak, köztük III. Thotmesz, III. Amenhotep és Hafré nevét viselő tálakét, melyek nyilván családi örökségnek számítottak annak idején. Eredményeik publikálásában megakadályozta őket az első világháború kitörése. Munkájukat a londoni University College professzora, Geoffrey T. Martin folytatta, aki az amarnai magánsírokat leíró The Rock Tombs of El-Amarna című több kötetes műve 7. részeként megjelentette a sírról összegyűjtött tudásanyagot, köztük az itt talált vagy eredetileg itt elhelyezett tárgyak listájával, és egy további kötetben a faldíszítések rajzaival.
Martin arra utaló bizonyítékokat talált, hogy Ehnatont nagy valószínűséggel ebben a sírban temették el: néhány rózsaszín gránittöredék a szarkofágjából származhat, míga  szürkegránit töredékek a szarkofág fedeléből. Megtalálták egy nő, feltehetőleg Maketaton hercegnő szarkofágjának darabjait is; mindkettőt olyan alaposan összetörték az ókorban, hogy lehetetlennek tűnt rekonstruálni őket, de nagyjából elképzelhető, milyenek voltak. A fáraó szarkofágjának négy sarkára a hagyományos védőistennők alakja helyett Nofertiti alakját vésték. A hercegnő szarkofágjáról nem sikerült teljes bizonyossággal megállapítani, hogy az övé, mert Ehnaton, Nofertiti, III. Amenhotep, Tije és Meritaton neve is előfordul rajta.

## Más sírok a völgyben
A királysír nem az egyetlen sír, melyet a királyi vádiban kezdtek kialakítani; a fővádiban, a déli mellékvölgyben és magában az északi mellékvölgyben is belekezdtek több sír munkálataiba is, de a legtöbből alig valami készült el. Csak négy olyan sír van köztük, ami említést érdemel.
A legnagyobbik, ami a fővölgyből nyílik és csaknem 40 méter mélyen nyúlik a mélybe, nyilvánvalóan uralkodónak készült, talán Ehnaton kijelölt örökösének. A bejáraton és az első folyosón kívül semmi nem készült el belőle. Az északi mellékvölgyben is található egy befejezetlen sír, bejárata csaknem szemközt nyílik a királysíréval. Ebből a sírból sem sok készült el első, lejtős folyosóján kívül. Két másik, a déli mellékvölgyben nyíló sír bejárata mellett különféle cseréptörmeléket találtak, ami arra utal, a sírokat használták az Amarna-korban; egyikük talán a héliopoliszi napkultuszban fontos szerepet játszó Mnevisz-bika számára épült – Ehnaton azt ígérte, hogy itt, a keleti hegyekben temeti újra a szent állatot. Az egyik sír melletti törmelékhalomban 1984-ben egy cseréptöredéken Ehnaton ötödik lányának, Nofernoferurénak a nevét találta meg Dr. Ali el-Hóli. Amennyiben ez arra utal, hogy a hercegnőt itt temették el, valószínűnek mondható, hogy akkor halt meg, amikor a királysírt már lezárták, de még azelőtt, hogy az udvar elhagyta volna Ahet-Atont.